# アルカディアスの戦姫
『アルカディアスの戦姫』（アルカディアスのいくさひめ）は、日本一ソフトウェアより2013年9月26日に発売されたPlayStation 3専用ゲームソフト。
初回生産特典としてオリジナルサウンドトラックが付属する。

## 概要
『神様と運命革命のパラドクス』『ディスガイア D2』に続く、日本一ソフトウェアの創立20周年記念プロジェクト第3弾となる作品。。日本一ソフトウェア20周年記念プレスカンファレンスでは『プロジェクト・アルカディア（仮）』として発表されていた。開発は株式会社アポロソフトおよび株式会社メビウスが担当。
「一姫当千（いっきとうせん）」をテーマに、それぞれ性能の異なる複数のキャラクターを切り替えながら戦う2Dベルトスクロール方式のアクションRPGである。

## システム
マップ上には多数のステージが点在する。指定されたステージをクリアしていくことでストーリーを進行させることができる。プレイヤーは挑戦するステージを選んだ後、10人いる操作キャラクターの中から3人を選んでパーティを組み、状況に応じて操作キャラクターを切り替えながらステージを攻略していく。ステージの内容は以下の3種類のうちいずれかとなる。
姫戦闘
操作キャラクター単体で攻略するステージで、敵の全滅が基本的なクリア条件となる。
激乱戦
兵団同士の戦いを行うステージで、敵兵団の全滅が基本的なクリア条件となる。この戦闘には操作キャラクターではなくAIで行動する味方の兵団が参加する。プレイヤーは自軍が居る戦場とは別の場所で、敵軍のリーダーとの対決を行う。
兵団は剣・弓・銃・魔法・斧・槍・重剣の7種類が用意されており、それぞれに「○○は△△に強い／弱い」といった相性の良し悪しが設定されている。戦闘中は画面に敵・味方双方の士気が表示される。士気の値は兵団の攻撃・防御能力に影響を与え、プレイヤーは士気を消費して「攻撃重視」「防御重視」といった指示を味方に与えることができる。
超乱戦
ボスキャラクターである古代兵器との対決を行うステージで、ボスの撃破が基本的なクリア条件となる。この戦闘には操作キャラクター以外に、AIで行動する味方の兵団が参加する。
基本的な内容は激乱戦と同じであるが、ボスの攻撃は通常の敵よりも苛烈であるためプレイヤーにはより丁寧な立ち回りが要求される。

## あらすじ
ウェルテクス大陸西部にあるシュヴェールト王国は、地上を徘徊するモンスターの群れに悩まされつつも、一騎当千の実力を持つ戦姫プリュムの力によって平穏を保たれていた。
あるとき、大陸東部にあるアルマトゥーマ王国からカロウスと名乗る使者がシュヴェールトを訪れ、アルマトゥーマの女軍人ルイーゼが国家転覆を目論み、そのためにプリュムを殺害しようとしていることを告げる。プリュムは家来と共にルイーゼのもとに出向き彼女の企みを防ぐが、ルイーゼはルウィンアリアの「歌」によって操られプリュム達の目の前で自害してしまう。
ルウィンアリアとは1000年前に人類と文明を滅ぼしかけたと言われている存在で、「歌」によって生物を洗脳し意のままに操ることができる。1000年前の惨劇を回避した人間達の子孫が暮らすウェルテクス大陸を見つけたルウィンアリアは、人類を根絶やしにすべく姿を現したのである。プリュムはルウィンアリアの脅威を退けるために戦いへ赴く。

## 登場人物

### プレイヤーキャラクター
プリュム
声 - 早見沙織
使用武器：片手剣
シュヴェールト王国の戦姫で主人公。あだ名はぷっちゃん。可憐な外見とは裏腹に人間離れした胆力と戦闘力を備えており、その力でモンスターの脅威からシュヴェールト王国を護っている。前向きで明るく、誰とでもすぐに打ち解けられる性格。ただ戦闘以外のことに関しては非常に疎く、他者と会話が噛み合わないこともある。シグトの命の下、ルウィンアリアの脅威に対し先陣を切って立ち向かっていく。
ラーツ
声 - 阿部敦
使用武器：弓矢
プリュムの従者である青年。参謀を目指していたが、前任の従者ダンヘルの遺言からプリュムの従者となる。心優しい性格で、細かな気配りができるため男女問わず多くの人間に慕われている。戦闘は苦手。
ユニ
声 - 五十嵐裕美
使用武器：杖
プリュムの知り合いである王国御用達の工芸師。冷静沈着で知性に優れており、シグトやプリュムからは頼りにされている。一方でプリュムを戦いの道具のように扱い、非情な指示を躊躇なく下すという冷酷な一面もある。
ルドジフ
声 - 櫻井トオル
使用武器：斧
シュヴェールト王国姫兵団の団長。荒っぽい性格だが、実力・判断力共に優れており周囲の信頼も厚い。好かれようと様々な女性にアプローチをかけているがほとんどは上手くいっていない。ユルカとは犬猿の仲。
オデット
声 - 種﨑敦美
使用武器：大剣
シュヴェールト王国東方兵団でユルカを補佐する女性。ラーツと同じ村の出身で彼とは義姉弟の関係にある。普段は温厚な女性として振舞っているが、戦闘に入ると一転、人が変わったように乱暴な性格になる。
ハヴェルカ
声 - 佐藤拓也
使用武器：片手剣
シュヴェールト王国西方兵団の兵士。中二病じみた妄想を抱いており難解な言葉を好んで使う。容姿端麗で女性からよくモテるが、本人は女性に対する興味がない。プリュムのことを苦手としている。
ヴィオロン
声 - 金元寿子
使用武器：槍
南方兵団に所属する兵士見習いの少女。戦姫の候補としてプリュムと共に育てられたが、彼女と違い非情になり切れない性格のため候補から外されてしまった。ラーツに対して思いを寄せている。
カロウス
声 - 新垣樽助
使用武器：槍
アルマトゥーラ王国からシュヴェールト王国に謀反者を追ってきた人物。ルイーゼの一件が解決した後は、プリュムと共にルウィンアリアの脅威に立ち向かう。極度の辛党でシュヴェールトの食事には満足できていない。
エリアーシュ
声 - 明坂聡美
使用武器：杖
北方兵団に所属する魔法使い。口先の器用な少年で中性的な外見を持つ。日和見主義者で、ルウィンアリア打倒を掲げるプリュム達に取り入り高位のポストに就こうと企んでいる。
マリアンヌ
声 - 内田真礼
使用武器：銃剣
シュヴェールト王国の監察方”外回り”班長。女性だが大の男嫌いかつ女好きで、戦姫であるプリュムを溺愛している。

### その他
ダンヘル
声 - 山本恭平
戦姫の従者を代々勤めていた男性。優秀な人物であったが、王国近辺に出現した古代兵器によって殺されてしまう。死ぬ寸前にラーツを従者にするようプリュムに告げる。
シグト
声 - 間島淳司
シュヴェールト王国国王。もとは人間であったが、過去にプリュムが遺跡から持ち帰ってきた呪物の影響で鵞鳥になってしまった。プリュムに対して淡々と指示を下していくが、その裏では彼女が彼女自身の考えで行動することを望んでいる。
ルイーゼ
声 - 藤村歩
アルマトゥーラ王国でクーデターを起こした女軍人。自国の戦姫を殺害した後、プリュムを抹殺すべくシュヴェールト王国に侵入した。正体はルウィンアリアでルイーゼの肉体は仮の器である。王国のアヒルやヴィオロンを人質に取りプリュムを従わせようとするが、その時流れてきた「歌」によって操られ自害させられてしまう。
ユルカ
声 - 丹沢晃之
シュヴェールト王国東方兵団の兵団長。ルドジフとは士官学校時代の知り合いで、顔を合わせる度に口喧嘩をしている。モンスター討伐のために出陣するも、オデットだけを残し東方兵団と共に行方不明となる。その後、ルウィンアリアによって洗脳された状態でプリュム達の前に姿を現す。
ディーチェ
声 - 興津和幸
シュヴェールト王国の監察方”内回り”班長。プリュム達とは別行動でルウィンアリアの動向を探る。極度の女好きで、セクハラまがいの発言をしてはプリュムに怒られている。正体は1000年前に盤敷と共に人間側へ寝返ったルウィンアリアである。壱越をウェルテクス大陸に招き、シュヴェールト王国を混乱に陥れた張本人。
壱越
声 - 遠藤綾
かつて人類と文明を滅ぼしかけたというルウィンアリアの1人。ディーチェによってウェルテクス大陸に招かれた。その後プリュム達と遭遇するが、そのとき飛び出して来たハヴェルカに一目惚れしてしまい以後彼の身を付け狙うようになる。
盤敷
声 - 山本恭平
ルウィンアリアの上位種。ルウィンアリアは「歌」で生物を洗脳し殺戮を行うが、彼の場合は「声」を発するだけで人間を洗脳したり、吹き飛ばしたりすることができる。1000年前に人間側へ寝返ったルウィンアリアで、人類をウェルテクス大陸へと導いた。ダンヘルの正体。